# Freddie Highmore
Alfred Thomas „Freddie“ Highmore (* 14. února 1992, Londýn, Velká Británie) je anglický herec. Proslavil se rolemi ve filmech jako Karlík a továrna na čokoládu, Kronika rodu Spiderwicků, Arthur a Minimojové, Melodie mého srdce, Umění zapadnout a Toast. Od roku 2013 do roku 2017 hrál hlavní roli Normana Batese v dramatickém seriálu Batesův motel. Za roli získal cenu People's Choice Awards. V roce 2017 začal hrát roli doktora Shauna Murphyho v seriálu stanice ABC The Good Doctor.

## Kariéra
Jeho první filmová role přišla když mu bylo sedm let ve filmu Drsný holky po boku Heleny Bonham Carterové, kde zahrál postavu malého Sama, který žije se svou svobodnou matkou. Potom přišly ještě další tři méně významné filmové role.
Jeho první velká filmová přišla v rodinném filmu Dva bratři. Film vypráví o dvou tygrech, který se natáčel v Kambodži. Daleko větší filmová role přišla ve filmu Hledání Země Nezemě, kde se poprvé setkal s Johnny Deppem a Kate Winsletovou. Za tento film byl čtyřikrát nominován za nejlepšího mladého herce nebo na nejlepší herecký výkon ve vedlejší roli (například na Filmovou cenu MTV a Cenu Sdružení filmových a televizních herců) a získal pět ocenění. Další velká filmová role přišla opět po boku Johnnyho Deppa coby Willyho Wonky ve filmu Karlík a továrna na čokoládu a také zazářil ve filmu 5 dětí a to , film byl opět inspirován knižním vydáním E. Nesbitt.
O rok později následovaly neméně velké úspěchy. Zahrál si ve filmu Dobrý ročník po boku Russella Crowea nebo hlavní roli v Arthur a Minimojové, kde opět hrál s lidmi jako Madonna, Robert De Niro nebo David Bowie. Snímek sklidil další ocenění.
V roce 2008 následovaly filmy Melodie mého srdce a Kronika rodu Spiderwicků (hraje zde dvojčata).
Během let 2013–2017 hrál hlavní roli Normana Batese v dramatickém seriálu stanice A&E Batesův motel. Za svůj výkon získal cenu People's Choice Awards v roce 2016 a nominace na ceny Saturn, Satellite Award a Critics' Choice Television Award. Pro seriál zrežíroval díl „The Body“ a napsal scénář k dílům „Unfaithful“ a „Inseparable“. V roce 2017 získal roli v seriálu stanice ABC The Good Doctor, ve kterém hraje hlavní roli doktora Shauna Murphyho, začínajícího pediatrického chirurga diagnostikovaného autismem a syndromem učence.

## Filmografie

### Film
| Rok  | Název                        | Role                          | Poznámky       |
| ---- | ---------------------------- | ----------------------------- | -------------- |
| 1999 | Drsný holky                  | Sam                           |                |
| 2004 | Dva bratři                   | Raoul Normandin               |                |
| 2004 | Hledání Země Nezemě          | Peter Llewelyn Davies         |                |
| 2004 | 5 dětí a To                  | Robert                        |                |
| 2005 | Karlík a továrna na čokoládu | Karlík Bucket                 |                |
| 2006 | Dobrý ročník                 | mladý Max Skinner             |                |
| 2006 | Arthur a Minimojové          | Arthur Montgomery             |                |
| 2007 | Melodie mého srdce           | Evan Taylor / August Rush     |                |
| 2007 | Zlatý kompas                 | Pantalaimon (hlas)            |                |
| 2008 | Kronika rodu Spiderwicků     | Jared a Simon Grace           |                |
| 2008 | Kis Vuk                      | malý Jack (hlas)              |                |
| 2009 | Astro Boy                    | Toby Tenma / Astro Boy (hlas) |                |
| 2009 | Arthur a Maltazardova pomsta | Arthur Montgomery             |                |
| 2010 | Arthur a souboj dvou světů   | Arthur Montgomery             |                |
| 2010 | Pán Harold a kluci           | Hally Ballard                 |                |
| 2011 | Umění zapadnout              | George Zinavoy                |                |
| 2013 | Justin: Jak se stát rytířem  | Justin (hlas)                 |                |
| 2016 | The Journey                  | Jack                          |                |
| 2016 | Almost Friends               | Charlie Brenner               |                |
| 2021 | Velká španělská loupež       | Thom Johnson                  | také producent |

### Televize
| Rok       | Název                      | Role             | Poznámky                                                    |
| --------- | -------------------------- | ---------------- | ----------------------------------------------------------- |
| 2000      | Happy Birthday Shakespeare | Steven Green     | TV film                                                     |
| 2001      | Mlhy Avalonu               | malý Arthur      | TV film, 2 díly                                             |
| 2001      | Jack a stonek fazole       | syn na hřišti    | TV film, 2 díly                                             |
| 2002      | I Saw You                  | Oscar Bingley    | TV film                                                     |
| 2010      | Toast                      | Nigel Slater     | TV film                                                     |
| 2013–2017 | Batesův motel              | Norman Bates     | 50 dílů, také scenárista (2 díly) a režisér dílu „The Body“ |
| 2016      | Close to the Enemy         | Victor Ferguson  | 7 dílů                                                      |
| 2017      | Tour de Pharmacy           | Adrian Baton     | TV film                                                     |
| 2017–2024 | Dobrý doktor               | Dr. Shaun Murphy | hlavní role, také producent                                 |

### Videohry
| Rok  | Název                        | Role                   |
| ---- | ---------------------------- | ---------------------- |
| 2005 | Karlík a továrna na čokoládu | Charlie Bucket         |
| 2007 | Arthur a Minimojové          | Arthur Montgomery      |
| 2007 | Zlatý kompas                 | Pantalaimon            |
| 2008 | Kronika rodu Spiderwicků     | Jared a Simon Grace    |
| 2009 | Astro Boy: The Video Game    | Toby Tenma / Astro Boy |

### Hudební videoklipy
| Rok  | Název                     | Umělec         |
| ---- | ------------------------- | -------------- |
| 2015 | díl: „You're My Waterloo“ | The Libertines |

## Ocenění a nominace
| Rok  | Ocenění                                     | Kategorie                                               | Práce                        | Výsledek          |
| ---- | ------------------------------------------- | ------------------------------------------------------- | ---------------------------- | ----------------- |
| 2004 | Las Vegas Film Critics' Society Awards      | nejlepší mladý herec                                    | Hledání Země Nezemě          | vítězství         |
| 2004 | Phoenix Film Critics Society Awards         | nejlepší mladý herec                                    | Hledání Země Nezemě          | vítězství         |
| 2004 | Utah Film Critics Association Awards        | nejlepší herec ve vedlejší roli                         | Hledání Země Nezemě          | nominace          |
| 2005 | Cena Saturn                                 | nejlepší mladý herec                                    | Hledání Země Nezemě          | nominace          |
| 2005 | Critics' Choice Movie Awards                | nejlepší mladý herec                                    | Hledání Země Nezemě          | vítězství         |
| 2005 | Empire Awards                               | nejlepší nováček                                        | Hledání Země Nezemě          | vítězství         |
| 2005 | Filmová cena MTV                            | objev roku                                              | Hledání Země Nezemě          | nominace          |
| 2005 | London Film Critics Circle Awards           | objev roku                                              | Hledání Země Nezemě          | nominace          |
| 2005 | Phoenix Film Critics Society Awards         | nejlepší mladý herec                                    | Karlík a továrna na čokoládu | vítězství         |
| 2005 | Satellite Awards                            | nejlepší nový talent                                    | Hledání Země Nezemě          | vítězství         |
| 2005 | Cena Sdružení filmových a televizních herců | nejlepší filmový herec ve vedlejší roli                 | Hledání Země Nezemě          | nominace          |
| 2005 | Cena Sdružení filmových a televizních herců | nejlepší filmové obsazení                               | Hledání Země Nezemě          | nominace          |
| 2005 | Young Artist Awards                         | nejlepší mladé obsazení: film                           | Hledání Země Nezemě          | vítězství         |
| 2005 | Young Artist Awards                         | nejlepší mladý herec: film                              | Hledání Země Nezemě          | nominace          |
| 2006 | Cena Saturn                                 | nejlepší mladý herec                                    | Karlík a továrna na čokoládu | nominace          |
| 2006 | Critics' Choice Movie Awards                | nejlepší mladý herec                                    | Karlík a továrna na čokoládu | vítězství         |
| 2006 | Young Artist Awards                         | nejlepší mladý herec: film                              | Karlík a továrna na čokoládu | nominace          |
| 2007 | Capri Exploit Awards                        | Objev roku                                              | Melodie mého srdce           | vítězství         |
| 2007 | Critics' Choice Movie Awards                | nejlepší mladý herec                                    | Dobrý ročník                 | nominace          |
| 2007 | Young Artist Awards                         | nejlepší mladý herec v hlavní roli v mezinárodním filmu | Arthur a Minimojové          | nominace          |
| 2008 | Cena Saturn                                 | nejlepší mladý herec                                    | Melodie mého srdce           | vítězství         |
| 2008 | Critics' Choice Movie Awards                | nejlepší mladý herec                                    | Melodie mého srdce           | nominace          |
| 2008 | Young Artist Awards                         | nejlepší mladý herec: film                              | Melodie mého srdce           | nominace          |
| 2009 | Cena Saturn                                 | nejlepší mladý herec                                    | Kronika rodu Spiderwicků     | nominace          |
| 2009 | Young Artist Awards                         | nejlepší mladý herec: film                              | Kronika rodu Spiderwicků     | nominace          |
| 2010 | Young Artist Awards                         | nejlepší hlasový výkon                                  | Astro Boy                    | nominace          |
| 2011 | Irina Palm d'Or                             | nejhorší britský herec                                  | Umění zapadnout              | vítězství         |
| 2013 | Gold Derby Awards                           | objev roku                                              | Batesův motel                | nominace          |
| 2014 | Cena Saturn                                 | nejlepší seriálový herec                                | Batesův motel                | nominace          |
| 2014 | Critics' Choice Television Awards           | nejlepší seriálový herec: drama                         | Batesův motel                | nominace          |
| 2014 | People's Choice Awards                      | nejoblíbenější seriálový anti-hrdina                    | Batesův motel                | nominace          |
| 2014 | Satellite Awards                            | nejlepší seriálový herec: drama                         | Batesův motel                | nominace          |
| 2015 | Critics' Choice Television Awards           | nejlepší seriálový herec: drama                         | Batesův motel                | nominace          |
| 2016 | Fangoria Chainsaw Awards                    | nejlepší seriálový herec                                | Batesův motel                | nominace          |
| 2016 | Gold Derby Awards                           | nejlepší seriálový herec: drama                         | Batesův motel                | nominace          |
| 2017 | Cena Saturn                                 | nejlepší seriálový herec                                | Batesův motel                | nominace          |
| 2017 | People's Choice Awards                      | nejoblíbenější herec kabelové televize                  | Batesův motel                | vítězství         |
| 2018 | Critics' Choice Television Awards           | Nejlepší seriálový herec: drama                         | Batesův motel                | nominace          |
| 2018 | Gold Derby Awards                           | Nejlepší seriálový herec: drama                         | The Good Doctor              | nominace          |
| 2018 | People's Choice Awards                      | Televizní hvězda roku: muž                              | The Good Doctor              | nominace          |
| 2018 | Seoul International Drama Awards            | Nejlepší herec                                          | The Good Doctor              | nominace          |
| 2018 | Teen Choice Awards                          | Nejlepší seriálový herec: drama                         | The Good Doctor              | nominace          |
| 2018 | Zlatý glóbus                                | Nejlepší seriálový herec v hlavní roli: drama           | The Good Doctor              | nominace          |
| 2019 | Critics' Choice Television Awards           | Nejlepší seriálový herec: drama                         | The Good Doctor              | dosud nevyhlášeno |